# Kingdom (série télévisée, 2019)
Pour les articles homonymes, voir Kingdom.
Kingdom ou Royaume au Québec (킹덤) est une série télévisée sud-coréenne en douze épisodes d'environ 49 minutes écrite par Kim Eun-hee (en), réalisée par Kim Seong-hoon, et diffusée entre le 25 janvier 2019 et le 13 mars 2020 sur Netflix. Elle est suivie d'un film de 92 minutes, Royaume : Ashin du Nord.
Elle est inspirée d'un webtoon d'horreur coréen intitulé The Kingdom of the Gods écrit par Yoon In-Wan et illustré par Yang Kyung-il[réf. nécessaire].

## Synopsis
Durant la Période Joseon quelques années après les invasions japonaises de la Corée, des rumeurs circulent au sujet du roi atteint d'une maladie mystérieuse. Le prince héritier Chang accompagné de son garde du corps Moo-Young décident alors de mener l'enquête et ils découvriront qu'une mystérieuse et terrible épidémie frappe le royaume…

## Distribution

### Acteurs principaux
- Ju Ji-hoon (VF : Anatole de Bodinat) : le prince héritier Lee Chang
- Bae Doona (VF : Claire Beaudoin) : Seo-bi
- Kim Sung-kyu (VF : Tommy Lefort) : Yeong-shin
- Jeon Seok-ho (VF : Gilduin Tissier) : Cho Beom-pal
- Ryoo Seung-ryong (VF : Philippe Roullier) : Cho Hak-ju
- Kim Hye-jun (VF : Karl-Line Heller) : la reine Consort Cho
- Kim Sang-ho (en) (VF : Loïc Houdré) : Mu-yeong
- Heo Joon-ho (en) (VF : Mathieu Rivolier) : Ahn Hyeon (saisons 1, invité saison 2)
- Jun Ji-hyun (VF : Jade Phan-Gia) : Ashin (principale spécial, invitée saison 2)

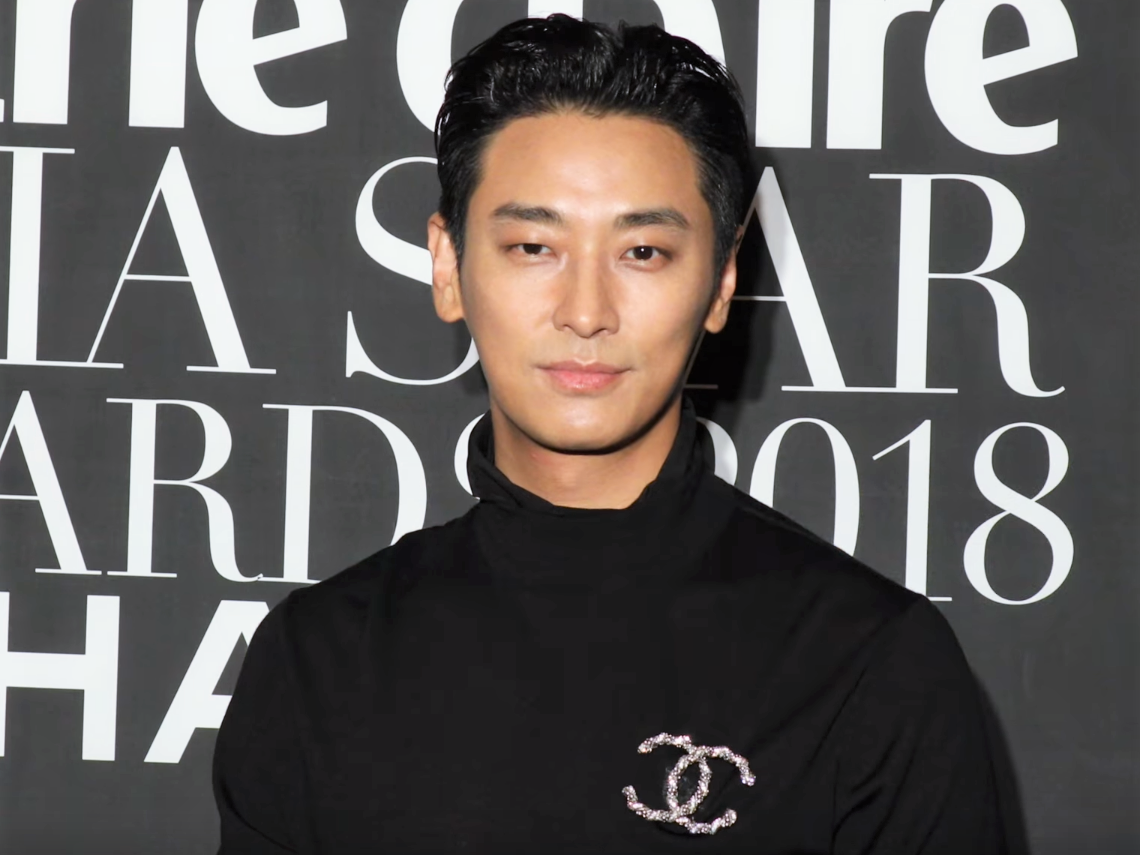
Ju Ji-hoon
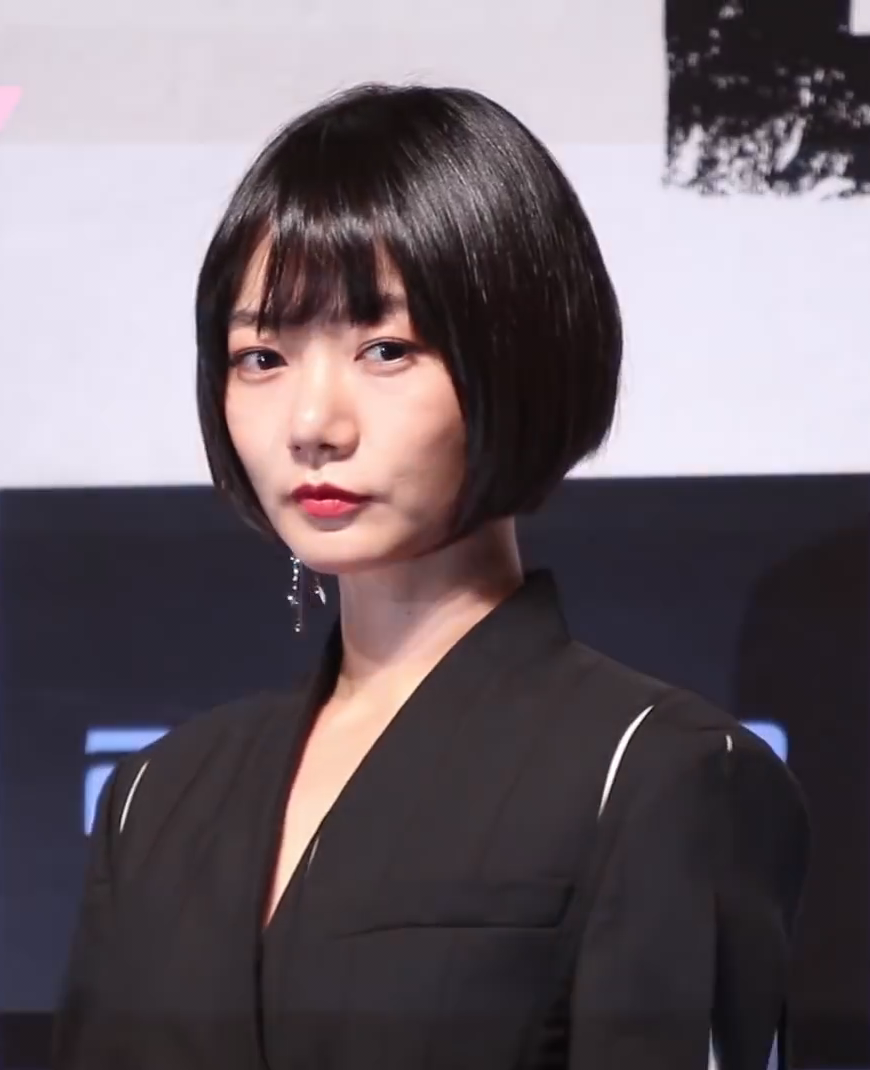
Bae Doona
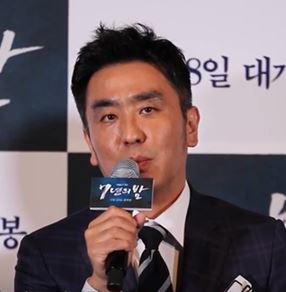
Ryoo Seung-ryong
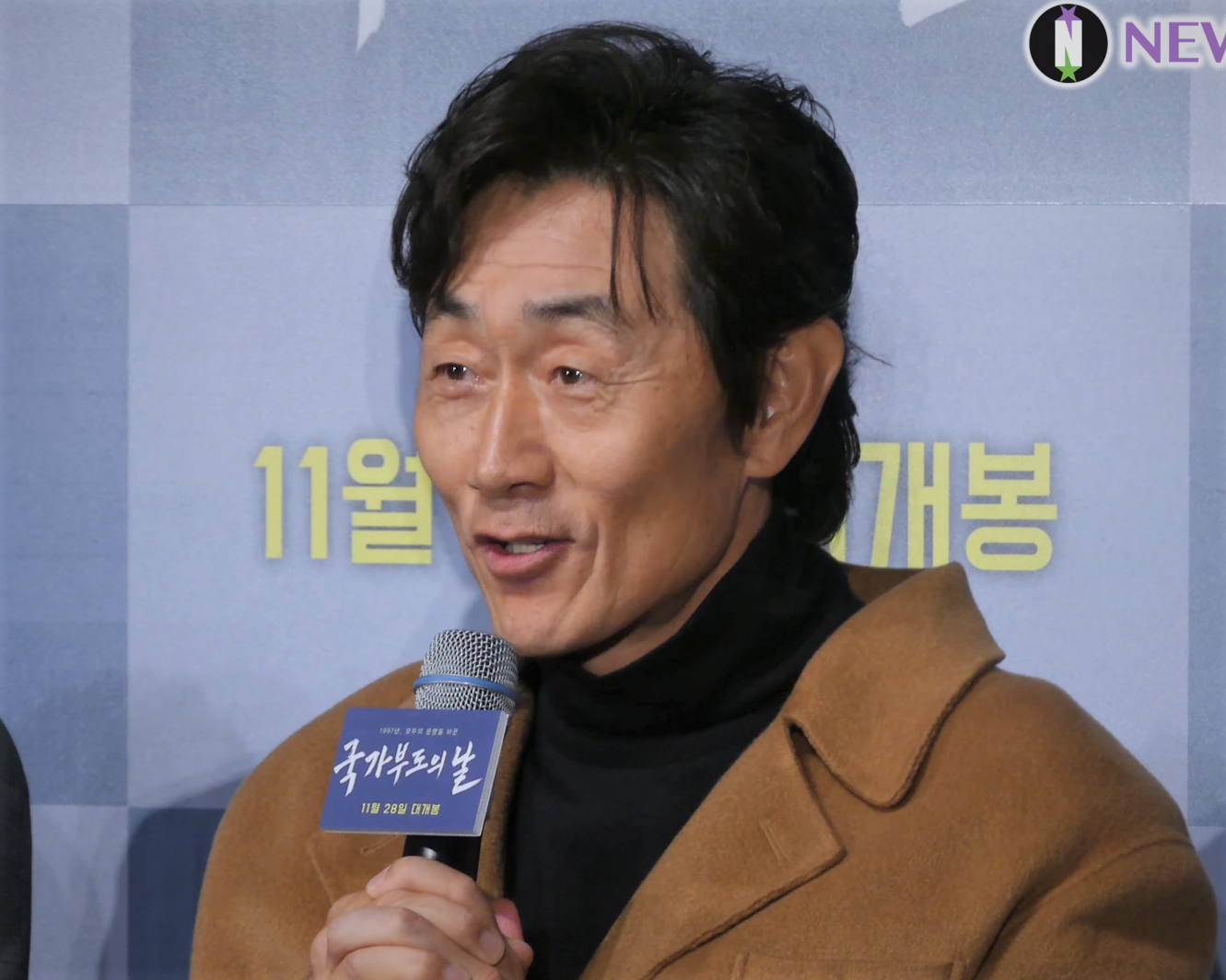
Heo Joon-ho (en)
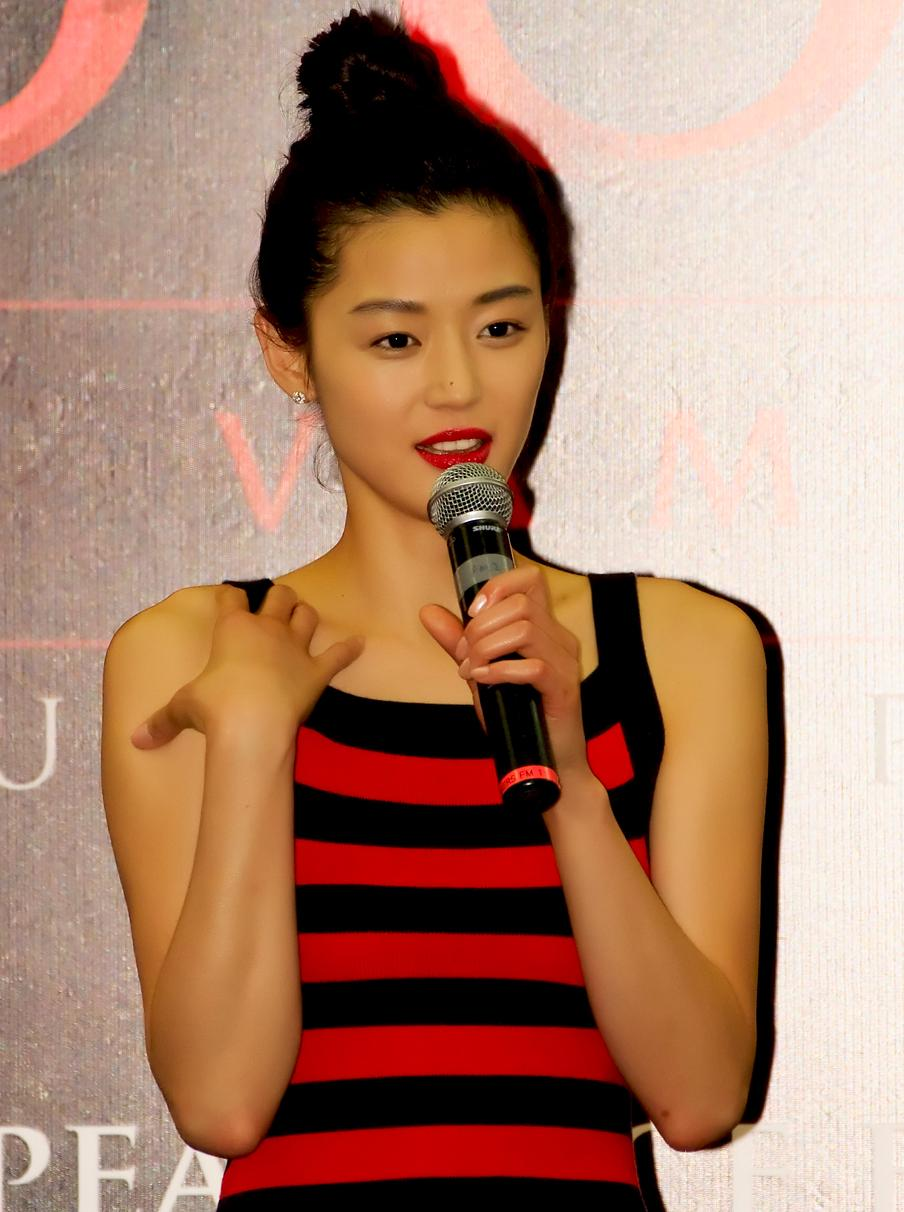
Jun Ji-hyun

### Acteurs récurrents
- Jung Suk-won (en) : Cho Beom-il
- Kim Jong-soo : Kim Sun
- Kwon Bum-taek : Lee Seung-hui
- Lee Yang-hee : le ministre de la guerre
- Jin Seon Kyu : Deok Sung
- Joo Suk-tae : Lee Do-jin
- Ahn Eun-jin : la femme de Mu-yeong
- Kim Tae-hoon : Lee Gang-yun (saison 2)
- Park Byung Eun : Min Chi-rok (saison 2)
- Jo Han-chul : Won-yu (saison 2)
- Bernard Jacob : Le zombie qui se cogne contre un arbre (saison 1)

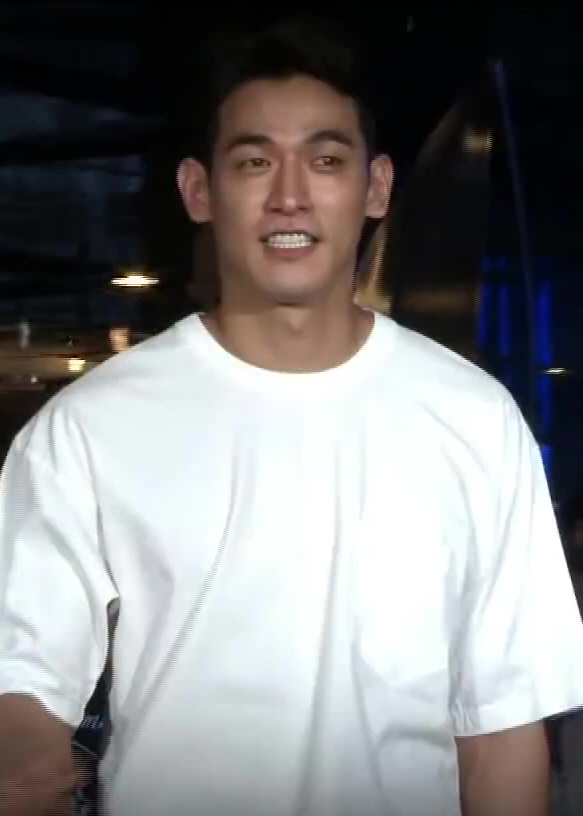

- Jung Suk-won (en)

 Source et légende : version française (VF) sur RS Doublage

## Production

### Création et développement
La première saison de la série est annoncée par Netflix le 5 mars 2017. Il est part ailleurs confirmé à cette occasion que la réalisation est confiée à Kim Seong-hoon tandis que Kim Eun-hee serait le scénariste. Astory sera la compagnie chargée de la production.
Le 16 janvier 2018, un membre de l'équipe artistique meurt en raison d'un surmenage. De même, il est confirmé le 14 mars 2019 qu'au milieu du tournage de la seconde saison, un membre de la direction meurt dans un accident de voiture. Par ailleurs, la série dépasse le budget et chacun des épisodes se facture à plus de 1,78 million de dollars. L'annonce de la seconde saison est réalisée avant même la diffusion de la première,. Le tournage débute en février 2019 et la saison 2 est diffusée sur Netflix depuis le 13 mars 2020.

### Casting
Approché par la production pour obtenir le rôle principal du prince héritier, Song Joong-ki décline l'offre,. Dès septembre 2017, il fuite dans la presse les noms de Ju Ji-hoon, Ryoo Seung-ryong, et Bae Doona qui serait en discussion pour intégrer le casting. En novembre 2019, il est annoncé que Jeon Ji-hyeon intègre la distribution de la seconde saison.

## Épisodes

### Première saison (2019)
La première saison est mise en ligne le 25 janvier 2019 sur Netflix. Les épisodes, sans titres, sont numérotés de un à six.

### Deuxième saison (2020)
La deuxième saison est mise en ligne le 13 mars 2020 sur Netflix. Les épisodes, sans titres, sont numérotés de un à six.

### Épisode spécial (2021)
Un épisode spécial intitulé Kingdom: Ashin of the North est sorti le 23 juillet 2021 sur Netflix. Cet épisode est centré sur les origines de la plante de résurrection qui a déclenché l'épidémie pour une durée de 93 minutes.